# Idiomas em Star Wars

O alfabeto Aurebesh é a principal escrita artificial visto na franquia.

O universo da space opera Star Wars, criado por George Lucas, apresenta alguns diálogos em línguas fictícias. A língua principal da franquia é conhecida no universo como "Galactic Basic", usada para se referir ao idioma do filme ou da própria obra, seja o inglês ou o idioma para o qual a obra foi dublada ou traduzida.
Os personagens geralmente falam idiomas diferentes do Básico, como o Shyriiwook falado por Chewbacca e outros Wookiees, o idioma droide falado por R2-D2 e BB-8, o Ewokese falado pelos Ewoks e o Huttese falado por Jabba the Hutt. Nenhum desses idiomas aparecem nessas nomenclaturas nos próprios filmes de Star Wars.
As linguagens ficcionais foram concebidas através da sonoplastia e desenvolvidas em grande parte por Ben Burtt, designer de som da trilogia original e prequela. Ele criou diálogos alienígenas a partir de sons originais de línguas não inglesas, como o quíchua, o haya e o tibetano. Essa metodologia também foi utilizada em O Despertar da Força de Sara Forsberg. Lucas também insistiu que o texto escrito ao longo dos filmes parecesse o mais diferente possível do alfabeto inglês, e um alfabeto artificial foi desenvolvido.
Os críticos afirmam que as linguagens construídas para os filmes são comparadas desfavoravelmente com as verdadeiras linguagens artificiais encontradas em algumas outras obras de ficção. O uso de inglês com forte sotaque para personagens extraterrestres também foi criticado por contribuir para a sugestão de estereótipos raciais.

## Desenvolvimento
O desenvolvimento da linguagem foi iniciadas através da sonoplastia e foi refinado por Ben Burtt, designer de som das trilogias original e prequela. Ele criou o diálogo alienígena a partir de frases existentes em idiomas diferentes do inglês e seus sons, como Quechua para Greedo no filme original de Star Wars e Haya para o personagem Nien Nunb em Return of the Jedi. Ele também usou o inglês, como no Star Wars original, onde sintetizou diálogos originalmente em inglês de filmes de faroeste até que soasse de forma alienígena. Sobre o processo, Burtt disse: "Geralmente significava fazer alguma pesquisa e encontrar uma língua existente ou várias línguas que fossem exóticas e interessantes, algo que nosso público - 99 por cento deles - nunca entenderia".
Esta metodologia para criar o som de línguas alienígenas foi levada à produção de The Force Awakens. O diretor JJ Abrams pediu a Sara Forsberg, que não tinha experiência profissional em linguística, mas criou uma série de vídeos virais "What Languages Sound Like to Foreigners" no YouTube, para desenvolver um diálogo alienígena falado pelo ator indonésio Yayan Ruhian. Forsberg escutou "línguas euro-asiáticas", e ela utilizou o guzerate, o hindi e outras línguas asiáticas bem como o indonésio e o sudanês, a língua nativa do Ruhian . Ela também escutou outros idiomas que não entendia para estruturar melhor as palavras e frases para parecerem confiáveis.
Durante a produção da trilogia prequela, Lucas insistiu que o texto escrito ao longo dos filmes parecesse o mais diferente possível do alfabeto inglês e se opôs fortemente aos personagens de aparência inglesa nas telas e na sinalização. Ao desenvolver fontes para uso no Episódio II - Ataque dos Clones, incluindo escritas Mandalorianas e Geonosianas, o artista gráfico Philip Metschan criou alfabetos que não tivesse vinte e seis letras como o alfabeto inglês.

## Galáctico Básico
Galactic Basic, muitas vezes simplesmente Basic, é a linguagem da obra em si - no universo, é a língua franca que é predominantemente falada pelos habitantes da galáxia.

### Sotaques
Lucas pretendia equilibrar o sotaque americano e o sotaque britânico entre os heróis e vilões do filme original. Ele também se esforçou para manter o sotaque "muito neutro", observando o sotaque meso-atlântico de Alec Guinness e Peter Cushing. Em comentários críticos sobre o Episódio I - A Ameaça Fantasma, Patricia Williams do The Nation sentiu que havia uma correlação entre sotaque e classe social, observando que os Jedi falam com "sotaque britânico nítido", enquanto as "graciosas mulheres conquistadas de Naboo" e "escravos brancos" como Anakin e Shmi Skywalker" falam com a inocência brusca e determinada dos americanos de classe média".
Para decidir o som de Nute Gunray, personagem neimoidiano interpretado por Silas Carson, Lucas e Rick McCallum ouviram atores de diferentes países lendo as falas de Carson. Eventualmente, eles escolheram um inglês com forte sotaque tailandês, e Carson re-gravou o diálogo para imitar o sotaque do ator tailandês. O sotaque de Gunray foi descrito pelos críticos como "Hollywood Oriental", o que contribuiu para as críticas de Gunray como um estereótipo asiático. O sotaque de Watto foi igualmente criticado por emprestar conotações anti-semitas e anti-árabes.

### Básico Não-padrão
"Quando ido tiver eu, o último Jedi você será."

um exemplo da ordem "incomum" das palavras de Yoda em O Retorno de Jedi
Yoda caracteristicamente fala uma sintaxe não padrão do Basic, construindo sentenças na ordem de palavras objeto-sujeito-verbo, rara em línguas naturais. Esta construção de frase é citada como um "dispositivo inteligente para fazê-lo parecer muito estranho" e caracteriza em seu diálogo como "vagamente semelhante a um enigma, o que aumenta sua mística". Observa-se que essa tendência é escrita para um público que fala inglês; a ordem das palavras é mantida nas legendas em estoniano, onde é gramatical, mas incomum e enfática, e o diálogo de Yoda está na ordem das palavras sujeito-objeto-verbo nas dublagens tchecas.
Personagens Gungan, notavelmente Jar Jar Binks, falam em um dialeto básico com forte sotaque que os críticos descrevem como um "pidgin com sabor caribenho", "um mingau pidgin dos estilos linguísticos da África Ocidental , Caribenho e Afro-americano ", " muito parecido com o patoá jamaicano, embora de um tipo notavelmente redutor e até infantilizado", e sugestivo da cultura afro-americana estereotipada. Isto foi citado como uma característica que levou à crítica da espécie Gungan como um estereótipo ou caricatura racialmente ofensivo.

### Aurébesh

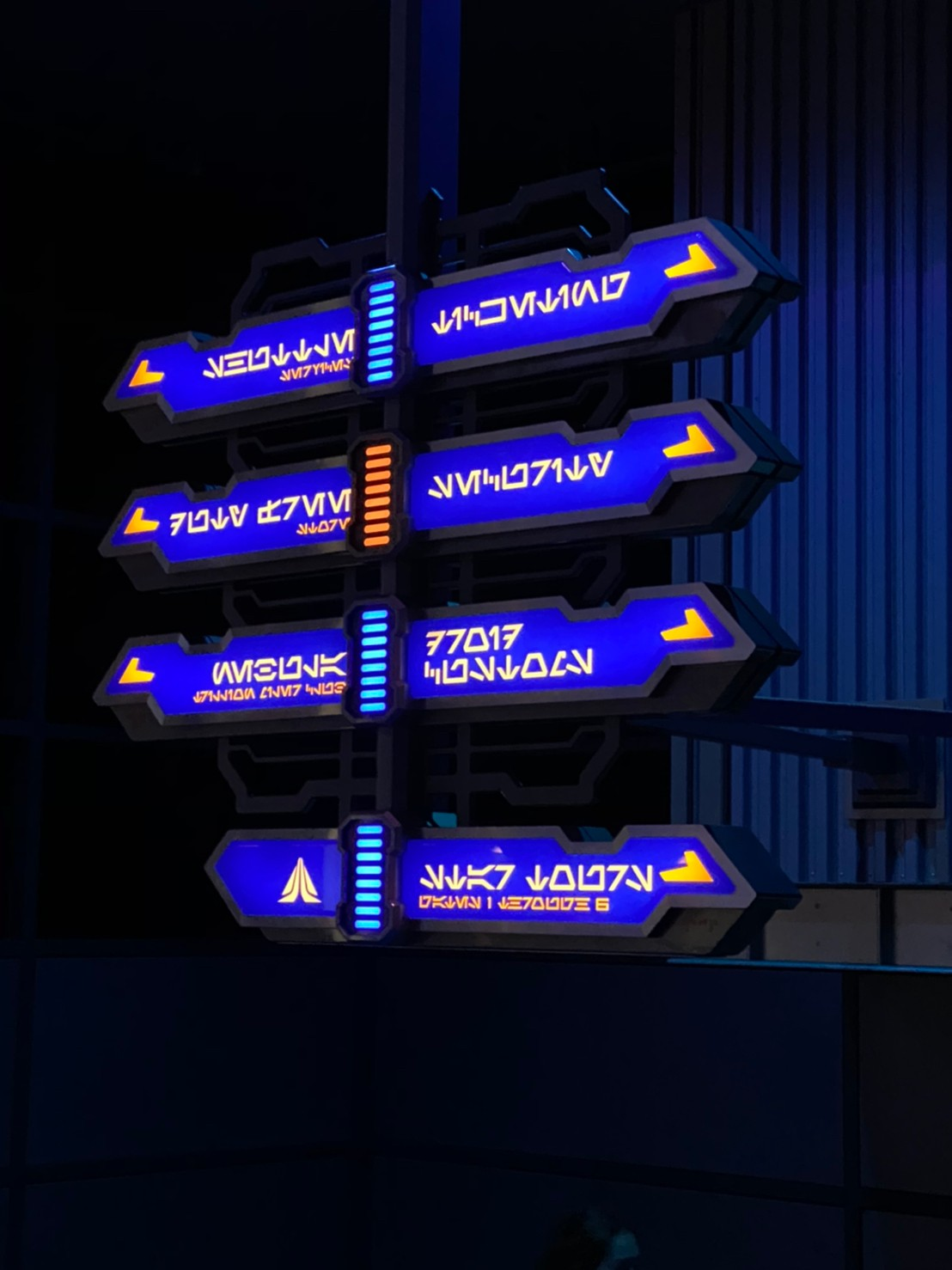
Sinalização em Aurebesh no Star Tours, na Tokyo Disneyland.

Aurebesh é um alfabeto usado para representar o Galactic Basic falado (ou seja, inglês) e é a forma de linguagem escrita mais comumente vista na franquia Star Wars; suas letras correspondem a cada letra inglesa, além de certos dígrafos ingleses.
O alfabeto foi baseado em formas desenhadas por Joe Johnston para a trilogia original, que são brevemente apresentadas nas telas de Return of the Jedi. O design de Johnston, chamado Star Wars 76, foi usado para criar uma fonte e novamente usado em Attack of the Clones por Metschan, que incorporou a fonte junto com a versão posterior de Aurebesh usada nos produtos derivados.
No início da década de 1990, Stephen Crane, diretor de arte da West End Games, ficou intrigado com as formas que apareciam na Estrela da Morte. Ele procurou desenvolvê-los em um alfabeto para ser usado nos produtos licenciados de Star Wars da West End Games, principalmente para permitir que os jogadores representassem os nomes de seus personagens, e recebeu permissão da Lucasfilm para fazê-lo, desde que fosse apresentado como um dos muitos alfabetos na galáxia de Star Wars, não o único e exclusivo alfabeto. Depois de copiar manualmente as letras das capturas de tela, ele padronizou as letras com base em formatos semelhantes à fonte Eurostile. Ele nomeou e atribuiu um valor a cada letra, e derivou o nome "Aurebesh" dos nomes das duas primeiras letras: aurek e besh. Assim que Crane completou o alfabeto, a Lucasfilm solicitou uma cópia para distribuir a outros licenciados.
Em antecipação ao lançamento de The Force Awakens em dezembro de 2015, o Google Translate adicionou um recurso para renderizar texto em Aurebesh em novembro de 2015, que foi posteriormente removido em fevereiro de 2016.

## Outros idiomas

### Dathomiri
Amostras de fala arcaica são encontradas na 3ª temporada de The Clone Wars. Mother Talzin, uma Bruxa de Dathomir associada às Irmãs da Noite, é encontrada falando Dathomiri enquanto possui Darth Maul em Dathomir.
Em abril de 1994, a língua então não identificada apareceu pela primeira vez em The Courtship of Princess Leia, de Dave Wolverton, o jovem Teneniel Djo lança um Feitiço de Tempestade em Luke Skywalker e no Príncipe Isolder de Hapes. Através da continuidade retroativa, Ewoks: The Battle for Endor (um filme feito para a TV de 1985) foi a primeira aparição real da língua. Nesta história, Charal– uma bruxa mais tarde reconvertida como Irmã da Noite– foi vista encantando feitiços em um oscilador de cristal.

### Binário
Binário é uma linguagem composta por bipes e outros sons sintetizados usados por alguns personagens droides, como R2-D2, BB-9E e BB-8. Burtt criou o diálogo de R2-D2 no Star Wars original com um sintetizador analógico ARP 2600 e processando suas próprias vocalizações por meio de outros efeitos. Em The Force Awakens, o diálogo de BB-8 foi criado manipulando as vozes de Bill Hader e Ben Schwartz com um talkbox rodando por meio de um aplicativo de efeitos sonoros em um iPad. Embora o binário seja geralmente ininteligível para o público, ele parece ser compreendido por personagens como Luke Skywalker.

### Ewokese
Os Ewoks da lua florestal de Endor falam um “dialeto primitivo”, uma das seis milhões de outras formas de comunicação com as quais C-3PO está familiarizado. Ben Burtt, designer de som de Return of the Jedi, criou a linguagem Ewok, ou Ewokese .
Na faixa de comentários do DVD Return of the Jedi, Burtt identificou o idioma que ouviu no documentário da BBC como Kalmyk Oirat, ou Lingua Calmuca, uma língua falada pelos nômades isolados Kalmyks. Ele descreve, após algumas pesquisas, que identificou um refugiado Kalmyk de 80 anos. Ele a gravou contando histórias folclóricas em sua língua nativa, e depois usou as gravações como base para sons que se tornaram a língua Ewok e foram interpretados por dubladores que imitavam a voz em diferentes estilos. Para a cena em que C-3PO fala Ewokese, o ator Anthony Daniels trabalhou com Burtt e inventou palavras, baseadas nas gravações Kalmyk. Em uma cena anterior enquanto C-3PO levita, os Ewoks também falaram palavras (como "olhe", "isto" e "lindo") em tagalo.
Marcia Calkovsky, da Universidade de Lethbridge, afirma que a língua tibetana contribuiu para a fala Ewok junto com o Kalmyk, começando a história com tentativas de usar amostras de linguagem de nativos americanos e mais tarde voltando-se para nove mulheres tibetanas que viviam na área de São Francisco, bem como uma mulher Kalmyk. A história por trás das escolhas dessas línguas é referenciada na entrevista telefônica de Burtt em 1989, e muitas das frases tibetanas usadas foram traduzidas. A oração inicial que Ewoks dirige a C-3PO é a parte inicial da oração budista tibetana para o benefício de todos os seres autoconsciente e/ou brahmavihāras (ou apramāṇas), há também o segundo quarto de uma oração de refúgio. As pessoas da diáspora tibetana ficaram intrigadas porque muitas frases compreendidas não se correlacionaram com os acontecimentos na tela.

### Rodiano
No filme original de Star Wars, Greedo fala uma língua alienígena não especificada compreendida por Han Solo, mais tarde foi identificada como Rodian. Bruce Mannheim descreveu Greedo como falando Quechua do Sul em frases "morfologicamente bem formadas" com sentenças, em última análise, sem sentido. Allen Sonnefrank, falante de quíchua e estudante de antropologia linguística na Universidade da Califórnia, Berkeley, afirmou que a Lucasfilm o contatou para gravar diálogos em quíchua para o filme. Disseram-lhe que o diálogo seria reproduzido ao contrário no filme, Sonnefrank recusou-se a gravar o diálogo, visto como "movimento potencialmente explorador, melhor executado por alguém cuja primeira língua era o quíchua".

### Huttese

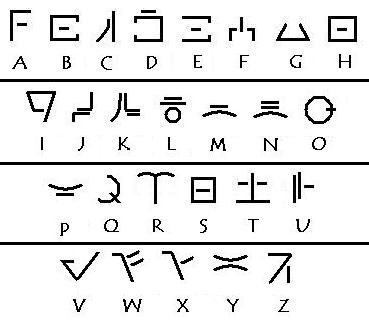
"Alfabeto de Jabba" de uma caixa de Pizza Hut com tema de Guerra nas Estrelas

Uma língua baseada nas línguas Quechuan, Huttese é uma língua franca no Universo Star Wars. É falado por muitos grupos e espécies. Nal Hutta, Nar Shaddaa, Tatooine e outros mundos dentro e ao redor do Espaço Hutt. O Espaço Hutter refere-se à região da galáxia sob a esfera de influência dos Hutts e, portanto, uma região onde o Huttese é amplamente falado. Na continuidade de Star Wars Legends, a área cobre os antigos domínios do Império Hutt.
É falado nos filmes tanto por não-humanos ( Jabba the Hutt, Watto, Sebulba e outros) quanto por humanos. Notavelmente, a Max Rebo Band se comunica e canta em Huttese. Muitos alfabetos Huttese são apresentados na franquia, mais notavelmente o alfabeto Boonta e Nal Huttese. Aquele considerado “canônico” pelos fãs é aquele encontrado nas caixas promocionais de pizza da Pizza Hut.

### Língua comercial Jawaese e Jawa
Os Jawas , também encontrados em Tatooine, falam com voz estridente e estridente. Para falar com outros de sua espécie, junto com a fala, eles emitem um cheiro que demonstra suas emoções. Ao negociar andróides e lidar com não-Jawas, eles falam sem o cheiro porque muitos consideram o cheiro "nojento". Uma exclamação famosa em Jawaês é "Utinni!", Gritada por um Jawa para os outros em Uma Nova Esperança, logo após explodir R2-D2.

### Idioma Kenari
A língua Kenari falada no terceiro episódio de Andor é uma mistura de português, espanhol e magiar.

### Mando'a

O roteiro Mandaloriano foi criado para ser exibido em Ataque dos Clones.

Uma forma escrita da língua Mandaloriana foi desenvolvida por Metschan para as telas da nave Slave I de Jango Fett em Ataque dos Clones, e mais tarde foi reutilizada em The Clone Wars and Rebels. O compositor Jesse Harlin, precisando de letras para o trabalho coral que queria para o videogame Republic Commando de 2005 , inventou uma forma falada, pretendendo que fosse uma língua antiga. Foi nomeado "Mando'a " e amplamente expandido por Karen Traviss, autora da série Republic Commando.
Mando'a é identificado como uma língua aglutinativa principalmente falada, sem gênero gramatical em substantivos e pronomes. A língua também é identificada sem voz passiva, falando principalmente com voz ativa. Muitas vezes é vago e descrito como tendo três tempos gramaticais (presente, passado e futuro). Seus falantes normalmente não usam outros tempos além do presente. A língua é descrita como tendo um dialeto mutuamente inteligível chamado "Concordiano" falado no planeta Concord Dawn, conforme declarado nos romances de Traviss Ordem 66 e 501, e um dialeto falado na lua de Mandalore, Concordia, é ouvida em "The Mandalore Plot", um episódio da segunda temporada de The Clone Wars.

### Sith
A língua Sith, destinada a ser falada por personagens Sith, foi criada por Ben Grossblatt para o Livro dos Sith, publicado em fevereiro de 2012. O desenvolvimento da linguagem e de um sistema de escrita começou em novembro de 2010. Grossblatt procurou criar uma linguagem pronunciável que não fosse " caricatural" e "se conformaria aos padrões de princípios da linguagem [humana] [ sic ]". Ele sentiu que precisava "parecer marcial e místico" e ser um "veículo de comunicação adequado e esteticamente agradável". Ele pretendia que o som da língua fosse "duro - mas não bárbaro" e "transmitisse uma espécie de crueldade elegante e confiante". Para alcançar qualidades "formais, quase militares" e "imponentes, inegáveis", ele preferia sílabas fechadas , criando palavras vivas e entrecortadas. A linguagem é construída como aglutinativa.

### Shyriiwook
Shyriiwook, também conhecido como Wookieespeak, é uma língua que consiste principalmente em rugidos e rosnados falados pela espécie Wookiee, notadamente Chewbacca. Personagens não-Wookiee são capazes de entender Shyriiwook, como o amigo de Chewbacca, Han Solo. O diálogo de Chewbacca foi criado a partir de gravações de morsas, camelos, ursos e texugos da biblioteca de sons pessoal de Burtt. Um dos elementos mais proeminentes foi um urso negro americano que vivia em Happy Hollow Park & Zoo, San Jose, Califórnia. Os sons foram mixados em proporções diferentes para criar rugidos diferentes.

### Tusken Raiders
Os Tusken Raiders de Tatooine usam uma linguagem difícil de entender para os não-Tuskens, embora o Mandaloriano em The Mandalorian tenha sido capaz de entender e responder em sua linguagem de sinais. De acordo com o videogame Knights of the Old Republic, eles falam uma língua própria. No jogo, um andróide chamado HK-47 auxilia o jogador na comunicação com os Tusken Raiders. Eles comumente emitem rugidos e gritos de guerra quando vistos em público.
O roteiro do episódio " Capítulo 5: O Pistoleiro" de The Mandalorian afirmava que o Mandaloriano e um Tusken Raider se comunicam usando uma linguagem de sinais, e um membro ouvinte da tripulação que conhecia a linguagem de sinais encorajou a produção a procurar uma pessoa surda para consultar, sobre linguagem de sinais e jogar Tusken Raider. Troy Kotsur foi escalado para o papel e desenvolveu a linguagem de sinais Tusken baseada no ambiente e na cultura dos Tusken Raiders, em vez de usar a linguagem de sinais americana.  Os formatos das mãos usados para a linguagem foram mantidos simples. Por exemplo, o nome gestual para o Mandaloriano é um formato de mão achatado baseado na letra M para delinear as lacunas em um capacete Mandaloriano e o nome do sinal para Grogu são as mãos em cada lado da cabeça para indicar orelhas grandes. Os Tusken Raiders também conversam em linguagem de sinais Tusken no O Livro de Boba Fett.

### Ubese
Ubese é uma língua ouvida em uma cena do Retorno de Jedi, onde uma Princesa Leia disfarçada negocia com Jabba the Hutt através de C-3PO como tradutor. Leia repete a mesma frase ubesa três vezes, traduzida de forma diferente nas legendas e no C-3PO a cada vez. David J. Peterson , linguista e criador de linguagem construída, citou sua tentativa, como jovem fã, de conciliar essa aparente impossibilidade como um exemplo de como até mesmo fãs casuais podem notar erros em linguagens construídas ficcionais. Ele identificou o ubese como um "esboço" de uma língua em vez de uma língua totalmente desenvolvida e a categorizou como uma "linguagem falsa" destinada a "dar a impressão de uma língua real em algum contexto sem realmente ser uma língua real". Em última análise, ele criticou Ubese como "mal construído e não digno de consideração séria".

## Comentário crítico
Ben Zimmer rotulou o método de construção da linguagem em Star Wars como "muito distante" daquele de línguas construídas como Klingon, Na'vi e Dothraki, e descreveu o uso da linguagem como "equivalendo nada a mais do que um pastiche sonoro".
O antropólogo linguístico Jim Wilce resumiu as análises da linguagem em Star Wars conduzidas por meio da lista de lista de discussão da Society for Linguistic Anthropology. David Samuels descreveu a abordagem da linguagem como instrumental e comparou os filmes a uma convenção do Summer Institute of Linguistics, em que "não existem frases intraduzíveis e todos podem compreender todos os outros", e destacou que a "ideia de que a Força é algo que seria entendido de forma diferente no contexto de diferentes gramáticas nunca é abordado”. Hal Schiffmann fez cinco observações sobre a linguagem em Star Wars: todos os humanos falam inglês e nenhuma outra língua do mundo real, existe um " bilinguismo passivo mútuo" no qual personagens que falam línguas diferentes se entendem, criaturas não humanas podem ter suas próprias línguas, mas são traduzidos por C-3PO, certas vocalizações que não são do inglês servem para confundir ou divertir o público, em vez de servir como linguagem, espera-se que mesmo personagens que não falam inglês entendam inglês. Zimmer apoiou a afirmação de Schiffmann de que línguas alienígenas não traduzidas não são representações de línguas reais, apontando para o roteiro do filme, que descreve a língua dos Jawas como "uma língua estranha e ininteligível" e a dos Tusken Raiders como "uma língua grosseira e bárbara". Wilce também apontou a discussão sobre o uso do não-inglês real para criar a " alteridade " de personagens como Jabba the Hutt, Greedo e os Ewoks.